# Nem vagyunk angyalok (film, 1955)
A Nem vagyunk angyalok (We’re No Angels) egy 1955-ös amerikai karácsonyi filmvígjáték, Kertész Mihály rendezésében, Humphrey Bogart, Peter Ustinov, Aldo Ray, Joan Bennett, Basil Rathbone, Leo G. Carroll és Gloria Talbott főszereplésével. A VistaVisionben és Technicolorben is forgatott filmet a Paramount Pictures finanszírozta.
A forgatókönyvet Ranald MacDougall írta Samuel és Bella Spewack Három angyalom című színdarabja alapján, amely maga Albert Husson La Cuisine des anges című francia színdarabján alapult. A film jelmezeit Mary Grant tervezte.
A film 1895 szentestéjén és karácsony napján játszódik.

## Cselekmény
Három elítélt – Joseph, Albert és Jules – karácsony előtt megszökik a börtönből a Francia Guyana-i Ördög-szigetről, és karácsony estéjén megérkeznek a közeli francia gyarmati városba, Cayenne-be. Joseph tolvaj, a másik kettő – gyilkos.
Egy Félix Ducotel által vezetett üzletbe térnek be. A kereskedő rossz anyagi helyzetben van, mivel egyedüliként ő ad hitelre árut. Ottjárva észreveszik, hogy beázik a háztető, és felajánlják, hogy ingyen megjavítják. Belekeverednek a bolti dolgok árusításába, és van hozzá érzékük, pl. eladnak egy ecsetkészletet egy kopasz férfinak, ezzel hosszú idő óta megszerzik az első készpénzbevételt. Felajánlják, hogy karácsonyi vacsorát készítenek a családnak, ami nagyon jól sikerül.
Eredetileg nem is áll szándékukban, de végül úgy döntenek, hogy ott maradnak egészen estig, amikor is majd ruhákat és kiegészítőket lopnak, és elszöknek a kikötőben álló hajóval. Várakozás közben rájönnek, hogy Félix, Amélie és Isabelle kis családja pénzügyi nehézségekkel küzd, és felajánlják szolgálataikat, hogy elrejtik bolt túlságosan is baljós könyvelését. Joseph még az emberek átverésébe és a feljegyzések hamisításába is belefog, hogy az üzletet virágzóvá tegye. A három bűnözőnek azonban meglágyul a szíve, miután elkészítették a finom karácsonyi vacsorát Ducoteléknek, többnyire lopott alapanyagokból.
A feszültség fokozódik, miután André Trochard bolttulajdonos megérkezik Párizsból unokaöccsével, Paullal, krokodilbőr poggyászkészlettel. Trochardék az üzlet átvételét tervezik, amelyet a sok felvett hitel miatt veszteségesnek látnak. Isabelle azt tervezi, hogy feleségül megy Paulhoz, de megdöbbenésére kiderül, hogy a fiú már egy másik nő jegyese. Mielőtt bármit tenne, Andrét megmarja Albert házi viperája, Adolphe, és meghal. Adolphe eltűnik, és hármuknak kell megkeresniük. Végül Pault is végzetesen megmarja a kígyó, mely éppen André zsebében rejtőzött, amelyet Paul éppen átkutatott.
Isabelle újabb szerelmet talál, és a család boldog, az elítéltek pedig készen állnak az elhalasztott szökésre. Miközben azonban a kikötőben várakoznak hajójukra, a hármas újra meggondolja magát. Úgy ítélve meg, hogy a külvilág valószínűleg rosszabb, mint a börtön, úgy döntenek, hogy feladják magukat. Ahogy a csónak felé sétálnak a film végén, glória jelenik meg a fejük felett… majd egy negyedik, Adolphe ketrece fölött.

## Szereposztás
| Szerep                                    | Színész         | Magyar hangja (1. szinkron, 1982) |
| ----------------------------------------- | --------------- | --------------------------------- |
| Joseph                                    | Humphrey Bogart | Mécs Károly                       |
| Albert                                    | Aldo Ray        | Papp János                        |
| Jules                                     | Peter Ustinov   | Csurka László                     |
| Amélie Ducotel                            | Joan Bennett    | Dallos Szilvia                    |
| André Trochard                            | Basil Rathbone  | Velenczey István                  |
| Félix Ducotel                             | Leo G. Carroll  | Szabó Ottó                        |
| Paul Trochard                             | John Baer       | Józsa Imre                        |
| Isabelle Ducotel                          | Gloria Talbott  | Hűvösvölgyi Ildikó                |
| Madame Parole, vásárló                    | Lea Penman      | Hacser Józsa                      |
| Arnaud, orvostiszt                        | John Smith      | N/A                               |
| Pillangóember (színlapon nem szerepel)    | Torben Meyer    | N/A                               |
| Kikötői kapitány (színlapon nem szerepel) | Paul Newlan     | N/A                               |

## Fogadtatása
A film vegyes kritikákat kapott. Howard Thompson, a New York Times kritikusa csalódott volt, „teljesen félrevezetőnek” nevezte, és azt írta, hogy a filmes verzió nem egyenrangú a Broadway-változattal. A Variety kevés hibát talált a „szellős komédiában”, de azt állította, hogy hibái között szerepel az is, hogy képtelen volt filmszerűbb megoldásra: „Néha túl bájosak a jelenetek, és az anyag színpadi eredete még mindig érezhető, hiszen gyakorlatilag minden jelenetet stúdióbelsőben forgattak, állandó szereplők be- és kiléptetésével.”
A Philadelphia Inquirer kritikusa, aki látta az 1953-as színpadi produkciót, a legkritikusabban Humphrey Bogart alakítását bírálta: „Ha azt akarjuk mondani, hogy Humphrey Bogarton lötyögnek Walter Slezak tágas vígjátéki ruhái, és Michael Curtiznek hiányzik Jose Ferrer rendkívüli (színpadi) humora, az túlságosan finom vélemény… Ranald MacDougall forgatókönyve nem illik a szellős Sam és Bella Spewack adaptációhoz… egy bizonyos mennyiségű humor elkerülhetetlenül átszivárog, ahogy az Ördög-sziget három elítéltje rendhagyó őrangyalt játszik a francia boltos családjával, akiket eredetileg kirabolni készültek. Ducotelék háztetőjének megjavítasa, és üzletük felvirágoztatása – amelynek bezárasát tervezték – a könyvelés megumbuldálása hatására a dolgok észrevehetően javulnak, de még mindig vannak hosszú, sivár beszélgetések és az igazán vicces pillanatok ellaposítása… ha nincs erõ Bogart kulcsszerepében, az egész vígjáték megremeg. A másodlagos »angyalok« azonban sokkal jobbak, mivel Peter Ustinov ellopja a show-t… Aldo Ray pedig híven csinálja… Joan Bennett távolról sem ideális Madame Ducotel szerepében, Gloria Tabottból pedig sajnálatos módon hiányzik a szerelmes lány alkalmasint megszállott vonzereje." 
Jack Moffit, a The Hollywood Reporter munkatársa kedvezően értékelte a filmet, és „elbűvölő vígjátéknak" nevezte, amely tele van „egyenletesen kiváló” alakításokkal és „tanulmányozásra érdemes” forgatókönyvvel. Hasonlóképpen, Lionel Collier, a Picturegoertől, úgy méltatta mint „igazi szakadár vígjátékot – kísérteties humorral egy ügyes gúnyos kiugrással”.
Hárommillió amerikai dolláros bevételével 1955-ben a 34. legnagyobb bevételt hozó film volt az Egyesült Államok/Kanada filmpiacán.

## Utóélete
A nyitórész a „Ma France Bien-Aimée" című dallal a „Plaisir d’amour” zenéjét kölcsönzi. Az ismerősen csengő dallamot Elvis Presley „I Can’t Help Falling in Love” (1961) című slágereként is felhasználták.
Friedrich Hollander és Ralph Freed Joan Bennett „Sentimental Moments” című karácsonyesti dalát először Eric Clapton vette fel 2018-as „Happy Xmas" karácsonyi albumába.
1989-ben Neil Jordan rendezte a „We’re No Angels” remake-jét Robert De Niro, Sean Penn és Demi Moore főszereplésével, ahol a szökött elítélteket összetévesztik két pappal a New York állam északi részén lévő helyi kolostorból.

## Fordítás
- Ez a szócikk részben vagy egészben  a   We're No Angels (1955 film) című angol Wikipédia-szócikk ezen változatának fordításán alapul.  Az eredeti cikk szerkesztőit annak laptörténete sorolja fel. Ez a jelzés csupán a megfogalmazás eredetét és a szerzői jogokat jelzi, nem szolgál a cikkben szereplő információk forrásmegjelöléseként.